# Cephalopholis oligosticta
Cephalopholis oligosticta är en fiskart som beskrevs av Randall och Ben-tuvia, 1983. Cephalopholis oligosticta ingår i släktet Cephalopholis och familjen havsabborrfiskar. IUCN kategoriserar arten globalt som livskraftig. Inga underarter finns listade i Catalogue of Life.